# Ventas de Huelma
Ventas de Huelma é um município da Espanha na província de Granada, comunidade autónoma da Andaluzia, de área 43 km² com população de 715 habitantes (2007) e densidade populacional de 15,69 hab/km².

## Demografia
| Variação demográfica do município entre 1991 e 2004 | Variação demográfica do município entre 1991 e 2004 | Variação demográfica do município entre 1991 e 2004 | Variação demográfica do município entre 1991 e 2004 |
| --------------------------------------------------- | --------------------------------------------------- | --------------------------------------------------- | --------------------------------------------------- |
| 1991                                                | 1996                                                | 2001                                                | 2004                                                |
| 680                                                 | 702                                                 | 653                                                 | 663                                                 |